# Мінеральний
Мінеральний (рос. Минеральный) — хутір у Надтеречному районі Чечні Російської Федерації.
Населення становить 247 осіб. Входить до складу муніципального утворення Надтеречненське сільське поселення.

## Історія
Згідно із законом від 20 лютого 2009 року органом місцевого самоврядування є Надтеречненське сільське поселення.

## Населення
У 2010 році населення становило 247 осіб, у 2019 — 247.